# Dalma Garden Mall
Dalma Garden Mall (örményül: Դալմա Գարդեն Մոլ) Örményország első bevásárlóközpontja, amely az örmény fővárosban, Jerevánban található a Cicernakaberd domb közelében.

## Története
A beruházás projektje 2009-ben lett bejelentve, végül a bevásárlóközpont 2012 októberében nyitotta meg kapuit. A bevásárlóközpontot Samvel Karapetyan örmény születésű orosz vállalkozó Tashir Group nevű cége építette. Az ország akkori elnöke, Szerzs Szargszján is részt vett a megnyitási ceremónián. Egy hipermarket az örmény Yerevan City áruházlánctól később nyílt a bevásárlóközpontban. A Carrefour nemzetközi áruházlánc 2015-ben nyitott egy hipermarketet a legnagyobb örmény bevásárlóközpontban, a Yerevan Mallban.

## Szolgáltatások
2013. november 18-án a Cinema Star indított egy hat teremmel rendelkező mozit az épületben. Az orosz mozihálózat ekkor lépett be az örmény piacra. A bevásárlóközpontban 18 kávézó és étterem, 116 bolt, 700 parkolóhely, illetve egy bowling center, hipermarket és egy gyermekjátszóház is van.

## Fordítás
- Ez a szócikk részben vagy egészben  a   Dalma Garden Mall című angol Wikipédia-szócikk ezen változatának fordításán alapul.  Az eredeti cikk szerkesztőit annak laptörténete sorolja fel. Ez a jelzés csupán a megfogalmazás eredetét és a szerzői jogokat jelzi, nem szolgál a cikkben szereplő információk forrásmegjelöléseként.